# Руденко Валентин Федорович
Валентин Федорович Руденко (19 лютого 1938, Орджонікідзе, Донецька область — 2 квітня 2016) — радянський і український шаховий композитор. Міжнародний гросмейстер (1980) і міжнародний арбітр з шахової композиції (1960). Старший тренер збірної команди СРСР (з 1976). Заслужений майстер спорту України. Інженер-механік. Працював в Конструкторському бюро «Південне» (провідний конструктор).

## Біографія
З 1952 опублікував понад 700 композицій усіх жанрів, в тому числі 270 двоходівок, 270 трьохходівок, 160 багатоходівок, а також етюди, завдання на зворотний і кооперативний мати. У змаганнях удостоєний близько 450 відзнак, з них 380 призів, у тому числі 225 — перше (двухходовку — 90, триходівка — 75, багатоходівки — 60). У 3-му конкурсі ФІДЕ (1962) двоходівка і завдання на «казкові теми», в 4-му конкурсі ФІДЕ (1965) многоходовка і завдання на зворотний мат і в олімпійських конкурсах (1960, 1964) завдання на кооперативний мат удостоєний золотих медалей. В особистих чемпіонатах СРСР (1959—1987) перемагав 10 разів: в 11-м (1973), 12-м (1976), 13-м (1981) і 15-м (1984) по розділу двоходівок; в 11-13-м і 17-м (1987) — по розділу триходівок; в 12-м і 14-м (1983) — по розділу багатоходівок; 6 раз на чемпіонатах країни був другим. В альбомі ФІДЕ (за 1956—2000) рейтинг 196,42; найбільшого визнання удостоєний в Альбомі ФІДЕ (за 1974—1976) — в нього включені 53 твори Руденка.
Руденко умів знаходити мало не єдиний механізм для втілення важкого задуму високою технікою виконання. Як і Л. Лошінскій, Руденко — прихильник колективної творчості: близько 200 завдань складені їм в співдружності з 27 композиторами, близько 100 з них — у співавторстві з В. Чепіжним. Успішно розробляв як класичну, так і сучасну тематику. У двохходівку — це завдання на зміну гри в різних її варіаціях; в трьох- і багатоходівці — ефектні завдання чеського стилю, композиції, побудовані в суворій відповідності з законами логічної школи. Основну увага Руденко приділяв стратегії, напрямку, що дозволяє здійснювати складні, глибокі комбінації.
У шаховій композиції відомі теми, названі в його честь — див. Руденко тема, Руденко парадокс. Останнім часом активно розвивав тему «Захист en passant».
У Дніпрі створена «Авторська школа Валентина Руденко».

## Творчість
- Облога чорного короля. — Дніпропетровськ, 1960 (у співавторстві з Т. Горгієвим);
- Переслідування теми. — Москва, 1983.
- Захист en passant. Нова тема.- Котовськ, Миколаїв, Полтава, 2007 (у співавторстві з В. Мельниченко)

- Гросмейстер ФІДЕ з шахової композиції
- Міжнародний арбітр з шахової композиції